# Società Sportiva Catania 1930-1931
Questa voce raccoglie le informazioni riguardanti la Società Sportiva Catania nelle competizioni ufficiali della stagione 1930-1931.

## Stagione
Archiviata la stagione d'esordio, il Catania comincia a pensare in grande. Viene avviata una sottoscrizione popolare per pagare l'iscrizione alla Prima Divisione e finanziare la costruzione di un nuovo stadio. La squadra etnea disputa il girone E della Prima Divisione e si piazza a metà classifica con 21 punti. 
Nello slargo di piazza Giovanni Verga, già piazza Esposizione, in agosto partono i lavori per costruire il campo di calcio. Il 21 settembre a tempo di record, si inaugura il campo di calcio di piazza Verga, battezzato "Campo dei cent'anni". Per entrare si pagano 8 lire per la tribuna A, e 4 lire per il prato. 
Il presidente Santi Quasimodo cede la carica all'avv. Antonio Zingali, a sua volta sostituito in novembre dal Commissario Avv. Andrea Gaudioso. Come allenatore viene chiamato l'ungherese Antal Mally che aveva diretto la nazionale estone nel 1927.

## Rosa
| N. |                   | Ruolo | Calciatore          |
| -- | ----------------- | ----- | ------------------- |
|    | Italia (bandiera) | D     | Giacinto Bavazzano  |
|    | Italia (bandiera) | A     | Lorenzo Bergia      |
|    | Italia (bandiera) | C     | Dino Bertola        |
|    | Italia (bandiera) | C     | Bruno Borasi        |
|    | Italia (bandiera) | C     | Evasio Bosso        |
|    | Italia (bandiera) | D     | Varo Luigi Brunetta |
|    | Italia (bandiera) | P     | Mario Canarelli     |
|    | Italia (bandiera) | p     | Piero Cavenago      |
|    | Italia (bandiera) | D     | Aldo Conti          |
|    | Italia (bandiera) | A     | Ettore Corona       |
|    | Italia (bandiera) | A     | Piero Gemme         |

| N. |                   | Ruolo | Calciatore           |
| -- | ----------------- | ----- | -------------------- |
|    | Italia (bandiera) | D     | Giuseppe Giacobbe    |
|    | Italia (bandiera) | A     | Francesco Guaschetti |
|    | Italia (bandiera) | C     | Riccardo Manna       |
|    | Italia (bandiera) | C     | Dino Masini          |
|    | Italia (bandiera) | C     | Francesco Mirabella  |
|    | Italia (bandiera) | A     | Vittorio Mori        |
|    | Italia (bandiera) | A     | Alberto Novaira      |
|    | Italia (bandiera) | A     | Ettore Pagliano      |
|    | Italia (bandiera) | A     | Raffaele Pulzone     |
|    | Italia (bandiera) | D     | Angelo Sciuto        |
|    | Italia (bandiera) | C     | Emanuele Vertova     |

## Risultati

### Prima Divisione

#### Girone di andata
| Arbitro: | Perani (Bergamo) |

|                                         |           |                 |
| Bosso 12’ Masini 27’ (rig.) Novaira 88’ | Marcatori | 73’ Salvatorini |

| Arbitro: | Dattilo (Roma) |

|                                    |           |            |
| Vargiù 67’ Zito II 83’ Invorio 87’ | Marcatori | 5’ Vertova |

| Arbitro: | Dattilo (Roma) |

|                             |           |  |
| Giraud III 18’ Garofalo 85’ | Marcatori |  |

| Arbitro: | De Crescenzo (Napoli) |

|                                   |           |                  |
| Pulzone 25’ Bertola 67’ Gemme 70’ | Marcatori | 50’, 87’ Dossena |

| Arbitro: | Sansoni (Venezia) |

|                 |           |             |
| Macchi 11’, 44’ | Marcatori | 88’ Vertova |

| Arbitro: | Badiani (Prato) |

|  |           |                 |
|  | Marcatori | 63’ Agostinelli |

| Arbitro: | Puglia (Napoli) |

|                                                    |           |                     |
| Pellicore 42’ Zuccaro 59’, 82’ Ferraris 69’ (rig.) | Marcatori | 49’ (aut.) Feraco I |

| Arbitro: | Siino (Palermo) |

|                                                              |           |         |
| Bosso 43’ Bergia 43’ (rig.) 83’ Guaschetti 47’ Bavazzano 77’ | Marcatori | 4’ Pria |

| Arbitro: | Vaccaro (Roma) |

|                             |           |            |
| Innocenti 20’ Bonivento 62’ | Marcatori | 27’ Bergia |

| Arbitro: | Brunelli (Bologna) |

|                       |           |  |
| Pulzone 6’ Bergia 26’ | Marcatori |  |

| Arbitro: | De Crescenzo (Napoli) |

|              |           |  |
| Ferretti 72’ | Marcatori |  |

#### Girone di ritorno
| Arbitro: | Salvatori (Roma) |

|                                     |           |                 |
| Salvatorini 10’ (rig.) Lambiase 60’ | Marcatori | 73’ Mirabella I |

| Arbitro: | Garbarino (Rapallo) |

|                                                                        |           |             |
| Bertola 31’, 58’, 71’ Borasi 41’ Bavazzano 56’ Pagliano 73’ Bergia 76’ | Marcatori | 29’ Invorio |

| Arbitro: | De Sanctis (Roma) |

|                                    |           |  |
| Pagliano 7’ Borasi 24’ Bertola 86’ | Marcatori |  |

| Arbitro: | Filosa (Napoli) |

|                                             |           |                        |
| Dossena 16’ Misefari 31’ Bertini 75’ (rig.) | Marcatori | 15’ Bertola 22’ Borasi |

| Arbitro: | Papa (Genova) |

|             |           |             |
| Pulzone 15’ | Marcatori | 12’ Ferrari |

| Arbitro: | Marchi (Bologna) |

|  |           |            |
|  | Marcatori | 37’ Bergia |

| Arbitro: | Cinti (Napoli) |

|                                                           |           |          |
| Borasi 5’, 10’, 15’, 48’ Conti 61’ Pulzone 71’ Bergia 84’ | Marcatori | 46’ Cava |

| Arbitro: | Ferorelli (Napoli) |

|                        |           |  |
| Pria 4’ Costa 83’, 85’ | Marcatori |  |

| Arbitro: | Ciaccio (Taranto) |

|                                                               |           |              |
| Pagliano 41’ Pulzone 43’ (rig.) Bavazzano 66’ Bergia 68’, 84’ | Marcatori | 21’ Gariglio |

| Arbitro: | Benvignati (Roma) |

|                                                 |           |            |
| Risalbi 16’, 87’ Lovero 57’ Ceresole 73’ (rig.) | Marcatori | 85’ Borasi |

| Arbitro: | Taddei (Reggio Emilia) |

|                        |           |           |
| Bertola 32’ Bergia 40’ | Marcatori | 52’ Bruni |